# Rabais
Un rabais est une réduction commerciale accordée à la facturation ou après facturation (avoir) du fait d'un défaut de qualité, de la non-conformité du produit ou d'un retard de livraison.

## Enjeux du rabais
Afin de conserver un climat de confiance entre le client et le fournisseur lorsqu'il y a constatation d'un défaut de qualité du produit vendu, il peut y avoir réduction de prix après facturation.
Par abus de langage le client habitué peut demander cette remise pendant les soldes par exemple. Il peut aussi demander une ristourne du fait de l'atteinte d'un certain volume de vente.

## Comptabilisation du rabais
Le rabais accordé à la facturation n'apparaît pas en comptabilité. Le rabais après facturation est constaté par une facture d'avoir qui atteste la créance sur le fournisseur. Le rabais est une réduction de prix au même titre que les ristournes (pour vente d'un certain volume) et les remises oubliées sur facture. 
Chez l'acheteur pour un rabais de 100 € avec un taux de TVA de 20%.
| Compte | Intitulé       | Débit | Crédit |
| ------ | -------------- | ----- | ------ |
| 401    | Fournisseurs   | 120 € |        |
| 609    | RRR obtenus    |       | 100 €  |
| 44566  | TVA déductible |       | 20 €   |

Chez le vendeur un rabais de 100 €.
| Compte | Intitulé      | Débit | Crédit |
| ------ | ------------- | ----- | ------ |
| 411    | clients       |       | 120 €  |
| 709    | RRR accordés  | 100 € |        |
| 44571  | TVA collectée | 20 €  |        |